# Slavko Obadov
Slavko Obadov (Serbian (Cyrillic script): Славко Обадов)  (Zemun, 12 de juliol de 1948) és un judoka serbi, ja retirat, que va competir durant la dècada de 1970.
Durant la seva carrera esportiva va prendre part en tres edicions dels Jocs Olímpics, el 1972, 1976 i 1980. Als Jocs de Mont-real de 1976 guanyà la medalla de plata en la prova del pes mitjà del programa de judo. En el seu palmarès també destaca una medalla de plata al Campionat d'Europa de judo i tretze títols nacionals.